# Isidor Grüner
Isidor Grüner (* 3. September 1976) ist ein ehemaliger österreichischer Freestyle-Skier. Er war auf die Disziplin Skicross spezialisiert.

## Biografie
Grüner debütierte am 30. November 2002 im Freestyle-Weltcup und belegte in Tignes beim ersten Skicross-Weltcuprennen der Geschichte den zweiten Platz hinter dem Tschechen Tomáš Kraus. Ein weiterer Podestplatz folgte im Winter 2003/04. Zum Auftakt der Saison 2004/05 gewann Grüner am 23. Oktober 2004 das Rennen in Saas-Fee, was gleichbedeutend mit seinem einzigen Weltcupsieg war. Es folgten drei weitere Podestplätze, so dass er schließlich knapp hinter Kraus den zweiten Platz in der Skicross-Disziplinenwertung belegte und im Gesamtweltcup Dritter wurde. Bei der Weltmeisterschaft 2005 in Ruka fuhr er auf Platz 9. Im Winter 2005/06 erzielte er fünf Platzierungen unter den besten zehn, am Saisonende trat er vom Spitzensport zurück.

## Erfolge

### Weltmeisterschaften
- Ruka 2005: 9. Skicross

### Weltcup
- Saison 2002/03: 4. Skicross-Weltcup
- Saison 2003/04: 9. Skicross-Weltcup
- Saison 2004/05: 2. Skicross-Weltcup, 3. Gesamtweltcup
- Saison 2005/06: 8. Skicross-Weltcup
- 6 Podestplätze, davon 1 Sieg:

| Datum            | Ort      | Land    |
| ---------------- | -------- | ------- |
| 25. Oktober 2004 | Saas-Fee | Schweiz |